# K. Y. Lee
Ken Yao Lee (chinesisch 李焜耀; * 1952 in Houlong, Landkreis Miaoli) ist Vorstandsvorsitzender des taiwanischen Elektronik-Konzerns BenQ.

## Leben
Lee wurde als sechstes von 8 Geschwistern als Sohn eines taiwanesischen Reismüllers geboren. Nach Abschluss der Grundschule wechselte er nach Hsinchu auf eine weiterführende Schule. Nach Abschluss der Unterstufe wechselte er auf eine Oberstufe in Taipeh.
1970 nahm er sein Studium zum Elektroingenieur an der National Taiwan University in Taipeh auf, welches er 1974 mit einem Bachelor of Science abschloss. Außerdem hält einen MBA-Titel des schweizerischen Institute for Management Development (IMD) in Lausanne.
Lee begann seine Karriere bei Acer, der früheren Mutterfirma von BenQ, wo er rasch über verschiedene Positionen in Fertigung, Vertrieb und Strategie aufstieg, und zuletzt als Vizepräsident für Produktmarketing tätig war. 1991 wechselte er als Präsident zum Tochterunternehmen Acer Peripherals. Im Jahr 2000 wurde daraus zunächst Acer Communications and Multimedia (ACM), bevor ACM 2001 den Namen BenQ annahm (ein Kunstwort für Bringing Enjoyment and Quality to Life), um besser den neuen Fokus des Unternehmens auf einen modernen digitalen Lebensstil widerzuspiegeln.
2006 machte er in Deutschland Schlagzeilen, da die 2005 von BenQ Sparte Siemens Mobil 2006 Insolvenz anmelden musste und hierbei über 3000 Mitarbeiter entlassen werden mussten.
Er bezeichnet sich selbst als passionierten Leser und begeistert sich für Geschichte und Bergsport. So bestieg er in der Vergangenheit unter anderem einmal jährlich den Berg Yushan (3992 Meter) im Süden von Taiwan zusammen mit seinem Management Team. Seinen Namen K. Y. Lee verwendet er im englischen, weil Ken Yao Lee als zu schwierig auszusprechen befunden wurde.

## Auszeichnungen
- 1987 – Herausragender Manager von Taiwan, verliehen von der Staatsregierung von Taiwan
- 1994 – Premier Award, verliehen von der Zeitschrift Business Weekly Taiwan
- 2000 – Ausgewählt als einer der führenden Unternehmensführer von Taiwan durch das Magazin Business NEXT
- 2001 – Ausgewählt als ein Technologieführer Taiwans durch das Magazin Global Views
- 2003 – DATO Auszeichnung durch die Regierung von Malaysia (in dem BenQ eine wichtige Fabrik betreibt)